# Коробко, Николай Иванович
Коробко Николай Иванович (17 января 1937, Сочи, Азово-Черноморский край — 30 марта 2021, Кривой Рог, Днепропетровская область) — украинский правозащитник, общественно-политический деятель, народный депутат Украины I-го созыва (1990—1994).

## Биография
Родился 17 января 1937 года в городе Сочи в семье рабочих, украинец.
В 1954 году поступил и в 1959 году окончил Днепропетровский государственный университет, получив квалификацию инженера-геолога.
С 1959 года — инженер-петрограф, старший инженер-петрограф Ленинской геолого-разведывательной партии треста «Кривбассгеология».
С 1968 года — аспирант Днепропетровской группы отдела Института минеральных ресурсов.
С 1971 года — преподаватель Криворожского горного техникума.
С 1974 года работал на Северном горно-обогатительном комбинате (Кривой Рог): старший мастер-геолог по усреднению руд, горный мастер по усреднению руд Первомайского рудоуправления, с 1975 года — старший геолог рудоуправления.
С 1983 года — старший геолог, и. о. главного геолога Северо-Криворожской геолого-разведывательной экспедиции ГРП управления «Укрчерметгеология».
С 1985 года — старший инженер, научный работник Криворожского научно-исследовательского горнорудного института.
Отец 4 детей.
Умер 30 марта 2021 года в городе Кривой Рог.

## Политическая и общественная деятельность
Народный депутат Верховной Рады Украинской ССР XII созыва. Избран по Терновскому избирательному округу № 93), впоследствии — народный депутат Украины Верховной Рады I созыва, член комиссии по вопросам экологии и рационального природопользования. Входил в Народный совет.
В апреле 2002 года — кандидат в народные депутаты Украины по избирательному округу № 31 Днепропетровской области, самовыдвиженец. Набрал 1,11 % (12-е место из 15 претендентов). На время выборов: пенсионер, председатель Криворожского объединения всеукраинского общества «Просвита», беспартийный.
В марте 1994 года — кандидат в народные депутаты Украины, Терновский избирательный округ № 91 Днепропетровской области, выдвинут избирателями. В 1-м туре набрал 12,91 % (1-е место из 17 претендентов); во 2-м туре — 34,88 % (2-е место из 2 претендентов).
До 1995 года — председатель экологической ассоциации «Зелёный мир».
Один из основателей ячейки «Просвита» в Кривом Роге, газеты «Луч Просвещения», ячейки Народного Руха, Криворожского городского правозащитного общества. Организовывал кинопоказы фестиваля фильмов о правах человека DocuDays. Участвовал в деятельности Союза украинских офицеров и Ассоциации народных депутатов всех созывов.
В 2004—2005 годах — доверенное лицо кандидата на пост Президента Украины Виктора Ющенко в ТИО № 31.
В 2008 году избран членом правления Украинского Хельсинкского союза по правам человека.
В 2010—2011 годах — председатель ОО «Криворожское городское правозащитное общество».